# グリーンアリーナ神戸

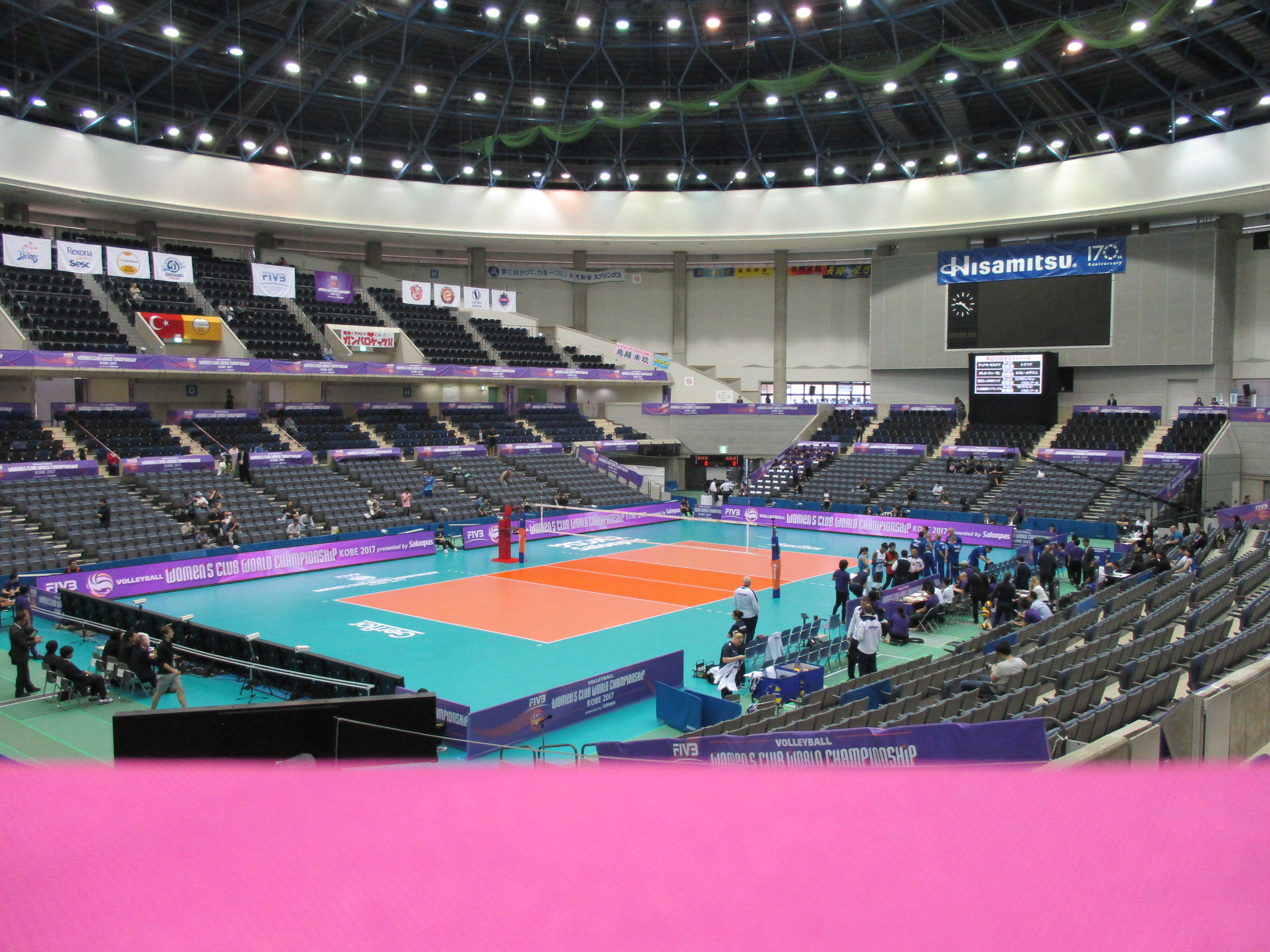
アリーナ内部

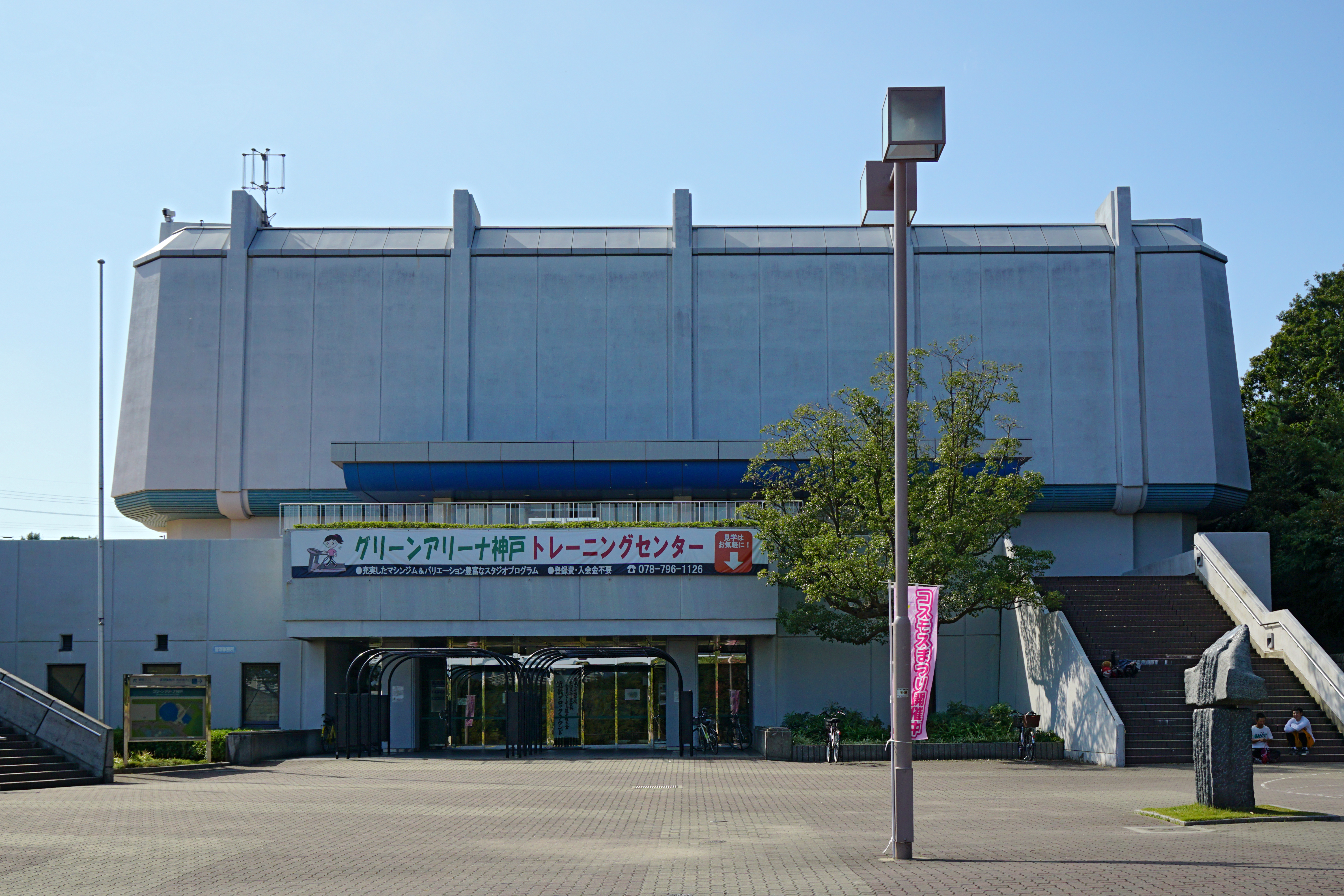
サブアリーナ

グリーンアリーナ神戸（グリーンアリーナこうべ、英語: Green Arena Kobe）は、兵庫県神戸市須磨区の神戸総合運動公園内にあるドーム型体育館。正式名称は神戸総合運動公園体育館。

## 概要
1993年6月に竣工し、7月2日にオープンした。指定管理者として、公益財団法人神戸市公園緑化協会が管理運営に当たっている。2008年度の利用者数は30万人を超える。
西宮ストークスがホームゲームの一部を当アリーナで開催しており、2023年4月14日の対A千葉戦にて、当時のB2最多入場者数記録と球団最多入場者数記録を更新する5,443人を動員した。

## 施設
- メインアリーナ - 国際級のスポーツイベント開催可能
  - アリーナ面積 - 2,530m2 （40m×59m）
  - 利用可能数 - バレーボール 3面、バスケットボール 3面、バドミントン 12面、フットサル 2面、卓球 40台など
  - 座席数 - 4,852席（固定席2階 1,540、3階 1,498、アリーナ可動席 1,814）

- サブアリーナ 
  - アリーナ面積 - 910m2 （26m×35m）
  - 利用可能数 - バレーボール 2面、バスケットボール 1面、バドミントン 6面、卓球 12台など
  - 座席数 - 320席（固定席）

- 会議室1、2、3、特別室
- コスモスギャラリー
- トレーニングセンター
- 駐車場 - 約1,800台（総合運動公園全体）

## 主な大会・イベント
- 全日本女子車椅子バスケットボール選手権大会
- 全日本卓球選手権大会ホープス・カブ・バンビの部
- 1998年バレーボール世界選手権
- 2006年バレーボール世界選手権
- ワールドグランプリ2008
- のじぎく兵庫国体
- B.LEAGUE・西宮ストークスのホームゲーム
- SVリーグ・SAGA久光スプリングスのホームゲーム
- F.LEAGUE・デウソン神戸のホームゲーム
- WOMEN'S F.LEAGUE・アルコ神戸のホームゲーム
- 2018年神戸市成人式

## 交通アクセス
- 神戸市営地下鉄西神・山手線 総合運動公園駅から徒歩7分